# Ускопље (Конавле)
Ускопље је насељено место у саставу општине Конавле, Дубровачко-неретванска жупанија, Република Хрватска.

## Историја
До територијалне реорганизације у Хрватској налазило се у саставу старе општине Дубровник.

## Становништво
На попису становништва 2011. године, Ускопље је имало 136 становника.
| Број становника по пописима | Број становника по пописима | Број становника по пописима | Број становника по пописима | Број становника по пописима | Број становника по пописима | Број становника по пописима | Број становника по пописима | Број становника по пописима | Број становника по пописима | Број становника по пописима | Број становника по пописима | Број становника по пописима | Број становника по пописима | Број становника по пописима | Број становника по пописима |
| --------------------------- | --------------------------- | --------------------------- | --------------------------- | --------------------------- | --------------------------- | --------------------------- | --------------------------- | --------------------------- | --------------------------- | --------------------------- | --------------------------- | --------------------------- | --------------------------- | --------------------------- | --------------------------- |
| 1857                        | 1869                        | 1880                        | 1890                        | 1900                        | 1910                        | 1921                        | 1931                        | 1948                        | 1953                        | 1961                        | 1971                        | 1981                        | 1991                        | 2001                        | 2011                        |
| 202                         | 207                         | 197                         | 225                         | 218                         | 218                         | 206                         | 181                         | 183                         | 182                         | 161                         | 136                         | 137                         | 128                         | 124                         | 136                         |

Напомена: У 1869. исказано под именом Ускопоље. У 1981. смањено за део подручја који је припојен насељу Звековица. У 1971. део података садржан је у насељу Звековица.

### Попис1991.
На попису становништва 1991. године, насељено место Ускопље је имало 128 становника, следећег националног састава:
| Попис 1991.‍ | Попис 1991.‍ | Попис 1991.‍ | Попис 1991.‍ | Попис 1991.‍ |
| ----------- | ----------- | ----------- | ----------- | ----------- |
|             |             |             |             |             |
| Хрвати      | Хрвати      |             | 127         | 99,21%      |
| Срби        | Срби        |             | 1           | 0,78%       |
| укупно: 128 |             |             |             |             |